# Roger Grillon
 (avril 2025).
Maurice Roger Grillon, né à Poitiers le 28 septembre 1881 et mort à Maule le 19 juin 1938, est un peintre, illustrateur et graveur sur bois français.

## Biographie
Maurice Roger Grillon est le fils d'Albert-Fulgence Grillon, peintre et lithographe à Poitiers. Après avoir suivi les cours de l'école des beaux-arts de Poitiers, il entre en 1900 dans l'atelier de Fernand Cormon aux Beaux-Arts de Paris, ayant obtenu une bourse de la ville de Poitiers. Il délaisse très vite l'enseignement académique, préférant fréquenter les ateliers et académies où l'enseignement est plus indépendant, et où il rencontre Henri Matisse, Albert Marquet, Georges Linaret (1878-1905), Georges Gublin (1873-1909), etc.

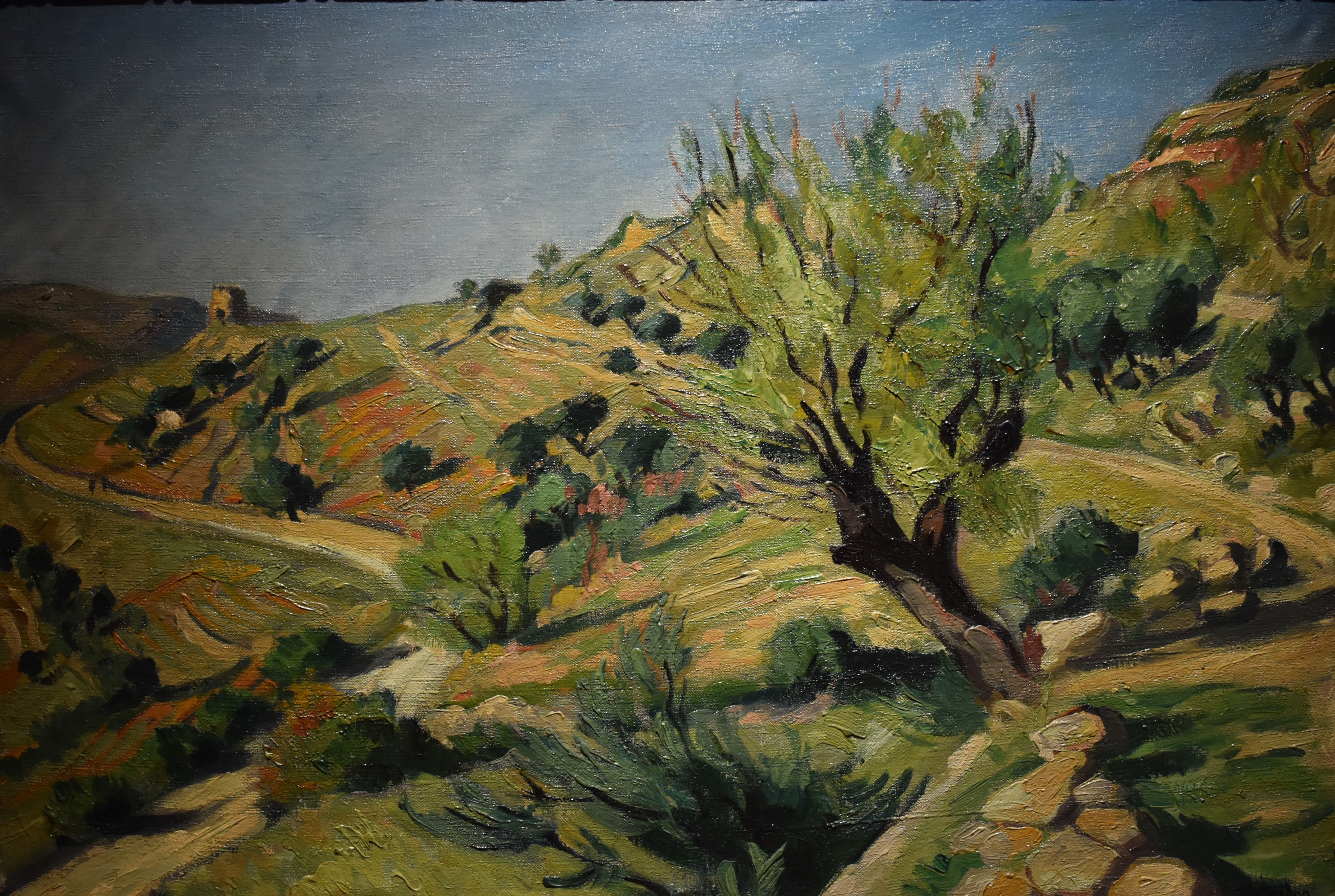
Lagrasse, route de Ribaute, huile sur toile, musée des Beaux-Arts de Carcassonne.

Dès 1904, Grillon expose au Salon des artistes français, qu'il abandonne rapidement, préférant montrer son travail aux Indépendants et au Salon d'automne. En 1926, la galerie Berthe Weill lui consacre une exposition personnelle.
Le peintre quitte Paris pour s'installer tout d'abord à Céret, puis à Saint-Paul-de-Vence, ensuite à Prades (de 1922 à 1927) et enfin Lagrasse dans les Corbières jusqu'à sa mort, le 19 juin 1938 à Maule.

## Postérité
Dès 1939, Raymond Escholier organise une rétrospective de son œuvre au Petit Palais à Paris, présentant des peintures, des dessins, mais également des gravures. En effet, Grillon a illustré plusieurs ouvrages, tels que Vénus et Adonis de Shakespeare (1921, gravure sur bois), L'Enfant qui prit peur d'Auguste Gilbert de Voisins (1926, eaux fortes) ou Perpignan de Joseph Delteil (1927, eaux fortes).
En 1952, Marc Sandoz présente une importante rétrospective regroupant quatre-vingts œuvres (peintures, aquarelles, dessins, illustrations).
En octobre 1981 la galerie Martin-Caille lui consacre une rétrospective et un album dans lequel les toiles de Lagrasse sont les plus nombreuses.
En 1988 le Centre Paul Gauguin de Pont-Aven lui consacre une exposition.
Les musées d'Alger, Angers, Albi, Carcassonne, Céret, Fontenay-le-Comte, La Rochelle, Grenoble, Troyes, le musée national d'Art moderne et le musée du Luxembourg conservent des œuvres de Roger Grillon.

## Livres illustrés
- Vénus et Adonis de Shakespeare, Paris, L. Pichon, 1921 (bois gravés originaux)
- L'Aventure de Thérèse Beauchamps de Francis de Miomandre, Paris, Librairie Arthème Fayard, 1925 (20 bois gravés originaux)
- La Maladère de Bernard Barbey, Paris, Grasset, 1926
- Le Baiser au lépreux de François Mauriac, Paris, Arthème Fayard, coll. « Le Livre de demain », 1926 (37 bois gravés originaux)
- L'Enfant qui prit peur d'Auguste Gilbert de Voisins, Paris, éditions G. Crès et Cie, 1926 (Eaux fortes).
- Les Sources d'Alphonse Gratry, Paris, éditions G. Crès et Cie, 1926 (bois gravés)
- Au-dessus de la ville d'Edmond Jaloux, Paris, Arthème Fayard, 1927 (30 bois gravés originaux)
- Perpignan, de Joseph Delteil, Paris, Émile-Paul Frères, 1927 (frontispice)
- La Cour d'assises de René Benjamin, Arthème Fayard, coll. « Le Livre de demain », 1928 (25 bois gravés originaux)
- Baltique de Luc Durtain, Paris, E. Hazan, 1928 (portrait)
- Catherine-Paris de Marthe Bibesco, Paris, Arthème Fayard, 1929 (34 bois gravés originaux)
- Couleur de vigne et d'olivier, de Jean Lebrau, Paris, la Muse française, Garnier, 1929 (frontispice)
- Corbières, 1931 (album)
- L'Archipel aux sirènes de William Somerset Maugham, Paris, Alexis Redier, 1931 (8 eaux-fortes)
- La Conscience dans le mal[2] d'Auguste Gilbert de Voisins, Paris, Ferenczi & fils, 1932.
- Les Tendresses brisées[3] de Marcel Laurent, Paris, Ferenczi & fils, 1932
- Le Crime des justes d'André Chamson, Paris, Arthème Fayard, 1932 (39 bois gravés originaux)
- Le Tourmenteur de Georges Imann, Paris, Arthème Fayard, 1932 (30 bois gravés originaux)
- Mal d'amour de Jean Fayard, Paris, Arthème Fayard, 1934 (36 bois gravés originaux)
- Ballades à mi-voix de Marie-Antoinette Daguet, Paris, Le Divan, 1934 (eau-forte en frontispice)
- Narbonne et ses étangs de Paul-François Alibert, Paris, imprimerie la tradition, 1934 (album de six eaux-fortes)
- Les Saints Innocents, de René Duverne, Paris, éditions Desclée de Brouwer, 1934
- Le Nœud de vipères, de François Mauriac, Paris, Ferenczi & fils, 1935
- Le Pacha de Tombouctou d'André Demaison, Paris, Ferenczi & fils, 1935

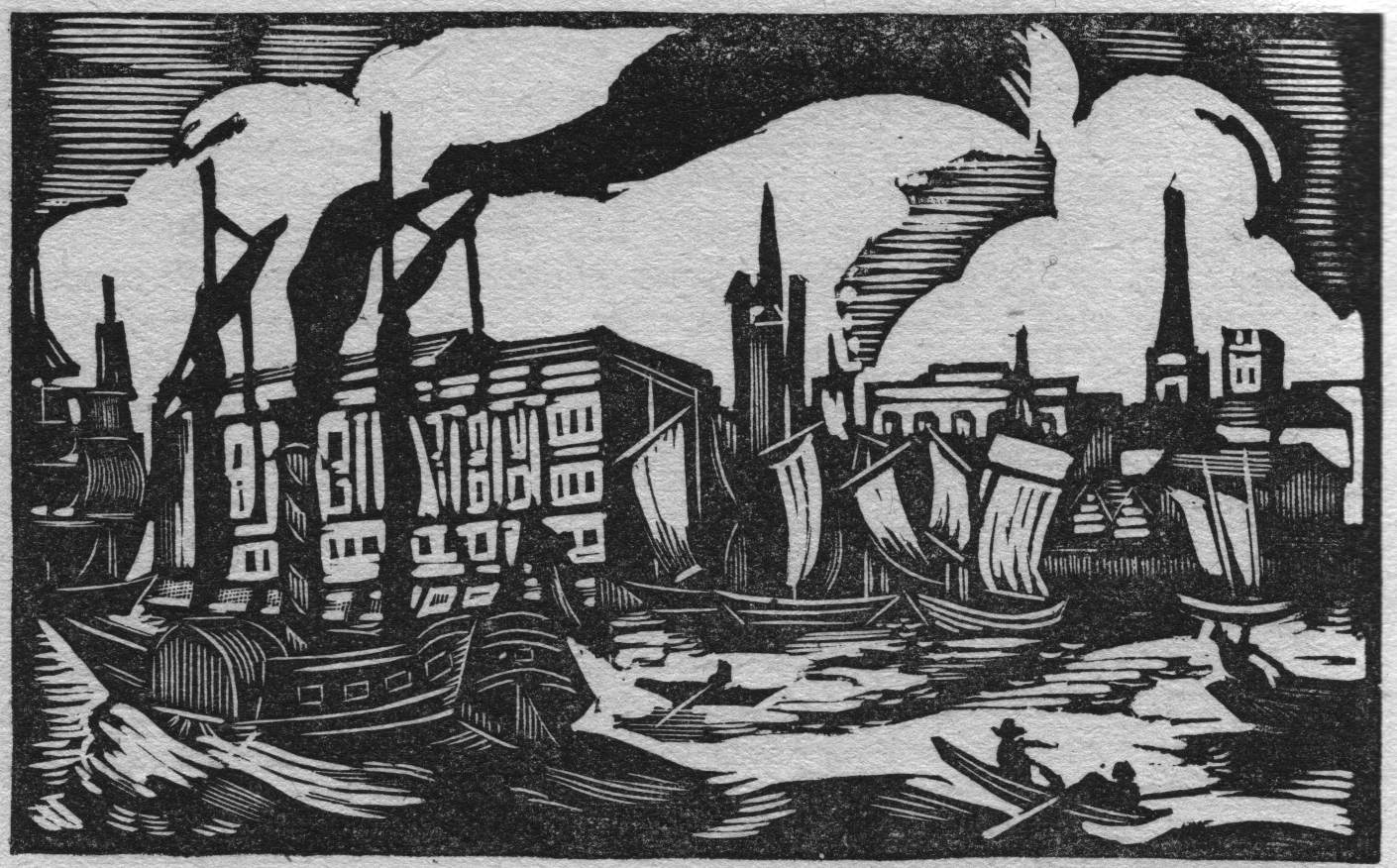
Illustration de Rococo de Paul Morand.

- Rococo de Paul Morand, Paris, Arthème Fayard, coll. « Le Livre de demain », 1935 (28 bois gravés originaux)
- Un de Baumugnes de Jean Giono, Paris, Ferenczi & fils, 1935 (illustrations en couleur)
- Drogues et peintures. Album d'art contemporain, n° 25, par Philippe Chabaneix, Paris, Laboratoires Chantereau, 1935 (peintures)
- Les Compagnons de la houle de Maurice Constantin-Weyer, Paris, Arthème Fayard, coll. « Le Livre de demain », 1936 (38 bois gravés originaux)
- Paris 1937, album collectif réalisé à l'occasion de l'Exposition internationale et dédiée à la gloire de Paris, Ville de Paris, 1937
- La Croisière du hachich, d'Henry de Monfreid, Paris, Ferenczi & fils, 1937 (bois gravé)
- L'Hermine passant de Lucie Delarue-Mardrus,  Paris, Ferenczi & fils, 1938 (bois gravés originaux)
- Terre de Chanaan de Louis Chadourne, Paris, Arthème Fayard, 1938 (34 bois gravés originaux)
- Images des jours de Jean Lebrau, éditions du Phare, 1938 (bois gravés originaux)
- Rose noire de Alexandra Roubé-Jansky, Paris, Arthème Fayard, 1942, (26 bois gravés originaux)
- Mal d'amour[note 3] de Jean Fayard, Paris, Arthème Fayard, coll. « Le Livre de demain », 1932 et 1941 (36 bois gravés originaux)
- Les Huit Paradis de Marthe Bibesco, Paris, Ferenczi & fils, 1936 (bois gravés et dessins)